# Kenan İmirzalıoğlu
Kenan İmirzalıoğlu est un acteur et mannequin turc né le 18 juin 1974 à Balâ, dans la province d'Ankara.

## Biographie
Il a été best model of turkey et best model of the world en 1997

## Filmographie

### Séries télévisées
- Deli Yürek (Yusuf Miroğlu) (1998–2002)
- Alacakaranlık (Ferit Çağlayan) (2003–2005)
- Acı Hayat (Mehmet Kosovalı) (2005–2007)
- Ezel (Ezel Bayraktar) (2009-2011)
- Karadayi (Mahir Kara) (2012-2015)

#### Films
- Deli Yürek: Bumerang Cehennemi (Yusuf Miroğlu) (2001)
- Yazı Tura (Hayalet Cevher) (2004)
- Son Osmanlı Yandım Ali (Yandım Ali) (2006)
- Kabadayı (Devran) (2007)
- Ejder Kapanı (Akrep Celal) (2009)